# Blennodesmus scapularis
Blennodesmus scapularis е вид бодлоперка от семейство Pseudochromidae. Видът не е застрашен от изчезване.

## Разпространение и местообитание
Разпространен е в Австралия (Западна Австралия, Куинсланд и Северна територия).
Среща се на дълбочина от 0,6 до 3 m, при температура на водата от 24,2 до 28,9 °C и соленост 32,2 – 35,4 ‰.

## Описание
На дължина достигат до 8,9 cm.